# Glenn Sulvaran
Glenn Thomas Sulvaran (13 november 1957) is een Curaçaos politicus. 
Na de middelbare school ging Sulvaran bedrijfskunde studeren, eerst aan de Universiteit van de Nederlandse Antillen en later aan de Rijksuniversiteit Groningen. Na zijn terugkeer was hij als organisatie-adviseur werkzaam voor de Curacaose overheid en in de particuliere sector.
In 1993 sloot hij zich aan bij de nieuwe partij Partido Antia Restrukturá (PAR). Hij werd bestuurslid en later partijvoorzitter van de PAR. Bij de verkiezingen van 25 februari 1994 wordt hij gekozen tot lid van de Staten van de Nederlandse Antillen. In 2010 werd hij bij de eilandsraadverkiezingen gekozen tot lid van de eilandsraad van Curaçao en trad vanaf 10 oktober 2010 automatisch aan als lid van de eerste Staten van Curaçao. Ook na de Statenverkiezingen in 2012 bleef hij aan als lid van de Staten van Curaçao. Hij stapte echter al snel na de verkiezingen uit de fractie van de PAR omdat hij vond dat de PAR een coalitie met de PS en PAIS moest steunen. Als onafhankelijk Statenlid trad hij toe tot de coalitie van de kabinetten Asjes, Whiteman I en Whiteman II. In dat laatste kabinet zou ook de PAR weer als coalitiepartij deelnemen.